# هنری تی. لینچ
هنری تی. لینچ (انگلیسی: Henry T. Lynch؛ ‏ ۴ ژانویهٔ ۱۹۲۸ – ۲ ژوئن ۲۰۱۹) پزشک اهل ایالات متحده آمریکا بود که به دلیل کشف استعداد و آسیب‌پذیری ژنتیکی برخی افراد به انواع خاصی از سرطان و همچنین پژوهش‌هایش در زمینه ژنگان‌شناسی سلول‌های سرطانی شهرت یافت.
از او گاهی به‌عنوان «پدر تشخیص و پیشگیری سرطان‌های ارثی» یا «پدر ژنتیک سرطان» یاد می‌شود، اگرچه خود لینچ گفت که این عنوان باید به آسیب‌شناس اوایل قرن بیستم آلدرد اسکات وارتین برسد.
لینچ رئیس پزشکی پیشگیرانه در دانشکده پزشکی دانشگاه کریتون در اوماها، نبراسکا و دارای کرسی اعطایی چارلز اف. و مری سی. هایدر در پژوهش‌های سرطان بود.

## اوایل زندگی و تحصیل
او در ۱۴ سالگی دبیرستان را رها کرد و در سن ۱۶ سالگی با پنهان کردن سن واقعی خود، به نیروی دریایی ایالات متحده آمریکا پیوست و در جریان جنگ جهانی دوم به عنوان توپچی خدمت کرد.
پس از اتمام جنگ و ترخیص از ارتش در سال ۱۹۴۶، با نام مستعار «هَمرینگ هَنک» به یک بوکسور حرفه‌ای بدل شد. پس از اخذ مدرک معادل دیپلم دبیرستان، در سال ۱۹۵۱ از دانشگاه اوکلاهاما مدرک لیسانس گرفت و در سال ۱۹۵۲ مدرک کارشناسی ارشد خود را در روان‌شناسی بالینی را از دانشگاه دِنوِر دریافت کرد. 
لینچ سپس دورهٔ دکترای رشتهٔ ژنتیک انسانی را در دانشگاه تگزاس در آستین تکمیل کرد و کمی بعد مدرک دکترای پزشکی خود را از شاخه پزشکی دانشگاه تگزاس دریافت نمود. دورهٔ انترنی (کارورزی) وی در بیمارستانی در اوانزویل، ایندیانا انجام شد و دورهٔ تخصص پزشکی هم در دانشکدهٔ پزشکی دانشگاه نبرسکا طی شد.

## حرفه
وی مدتی استادیار مرکز سرطان ام.دی. اندرسون دانشگاه تگزاس بود و سپس هیئت علمی دانشکده پزشکی دانشگاه کریتون شد. در آن دوران اطلاعی از ارثی بودن بیماری سرطان نداشتند و حتی انجمن سرطان آمریکا بارها گفته بود که سرطان، یک بیماری ارثی نیست.
او در سال ۱۹۷۰ برای دریافت کمک‌هزینهٔ پژوهشی از مؤسسه ملی سلامت، با استناد به شرح حالِ خانواده‌ای که تعداد زیادی از اعضای آن مبتلا به سرطان روده بزرگ بودند، درخواست کمک مالی کرد، اما درخواستش همچون بسیاری از درخواست‌های کمک مالی دیگر او در این زمینه در ۲۰ سال آتی رد شد. با این حال او کوتاه نیامد و همچنان بر یافته‌های خود پافشاری کرد، داده‌ها و آمارهایی را جمع‌آوری کرد که الگوهای «نشانگان سرطان» را در چندین نسل از خانواده‌ها نشان می‌داد.
او معیارهای لازم را برای سرطان ژنتیکی تعریف کرد: سن اولیه شروع بیماری، الگوی خاص سرطان‌های اولیه متعدد و الگوهای وراثت مندلی در صدها خانواده گسترده در سراسر جهان.
نظریه او در مورد سرطان‌های مبتنی بر ژنتیک در نهایت پذیرفته شد. شناخته‌شده‌ترین نمونهٔ آن، سرطان ارثی غیرپولیپی روده بزرگ، شایع‌ترین شکل سرطان ارثی روده بزرگ است و به‌طور کلی به عنوان سندرم لینچ شناخته می‌شود. او الگوی وراثت مندلی را برای برخی سرطان‌های پستان و تخمدان هم ثابت کرد که زمینه را برای شناسایی ژن‌های خاص مسئول این سرطان‌های ارثی، مانند BRCA1 و BRCA2 فراهم آورد.
در سال ۱۹۸۴ او «کلینیک پیشگیری از سرطان‌های ارثی در کریتون» را تأسیس کرد که بر شناسایی عوامل خطر، تشویق به تشخیصِ زودهنگام و پیشگیری از وقوع سرطان‌های ارثی تمرکز دارد. تحت رهبری او کریتون همچنین میزبان یک «دفتر ثبت موارد پرخطر»، بخشی از شبکه پژوهشی تشخیص زودهنگام است که توسط مؤسسه ملی سرطان حمایت می‌شود. این فهرست به مؤسسه ملی سرطان اجازه می‌دهد تا به بیماران خاص در مورد خطر ژنتیکی بیماری شان مشاوره و آموزش دهد.
هنری لینچ سرانجام بر اثر نارسایی احتقانی قلب در ۲ ژوئن ۲۰۱۹ در سن ۹۱ سالگی درگذشت.